# Maksymilian Statkiewicz
Maksymilian Statkiewicz (ur. 11 października 1889 w Warszawie, zm. 19 lutego 1976 w Poznaniu) – polski tancerz, choreograf i reżyser operowy.

## Życiorys
Był synem krawca Mikołaja oraz Teofili z Kleczkowskich. W 1897 rozpoczął kształcenie w szkole baletowej w Warszawie (przy Teatrze Wielkim). Zdał maturę w 1907 (równolegle uczył się w szkole średniej). Od lutego 1911 tańczył, wykonując wymagające partie solowe, w warszawskiej Operze, a do 1921 w Baletach rosyjskich prowadzonych przez Siergieja Diagilewa. Po 1921 stał się baletmistrzem we włoskim zespole Waltera Mocchiego. Z zespołem tym wyjechał do Buenos Aires, by w 1924 powrócić do Polski i związać się z Operą Poznańską, gdzie nie tylko stworzył bardzo dobry zespół baletowy, ale zyskał też opinie jednego z najlepszych baletmistrzów Polski międzywojennej. Od 1924 do 1930 i od 1933 do 1939 stworzył w Poznaniu choreografię dla 19 przedstawień baletowych, a także układy taneczne dla 114 oper i operetek. Kształcił młodych baletmistrzów i założył poznańską szkołę baletową (1924). Na Studium Wychowania Fizycznego Uniwersytetu Poznańskiego wykładał historię tańca (1925-1930). Od 1930 do 1932 zatrudniony był w Operze Lwowskiej. W grudniu 1939 Niemcy wysiedlili go z Poznania. Mieszkał w Warszawie, gdzie był urzędnikiem spółdzielczym. Konspiracyjnie uprawiał choreografię i reżyserkę. Podczas powstania warszawskiego wywieziono go na roboty przymusowe do Rzeszy. Po zakończeniu II wojny światowej pozostał krótko w Niemczech, gdzie działał na rzecz Polonii w Wirtembergii, m.in. w Rottweil i Schwenningen, gdzie założył gimnazjum i liceum polskie. Od 1948 został znów zatrudniony w Operze Poznańskiej. Pełnił tu rolę choreografa, z której musiał zrezygnować ze względu na zły stan zdrowia (problemy z sercem). Przeniósł się na stanowisko reżysera-asystenta. Od 1956 do 1965 wykładał na Wydziale Wokalnym poznańskiej Państwowej Wyższej Szkoły Muzycznej. Na emeryturę przeszedł w 1965. Pochowany jest na cmentarzu junikowskim.

## Rodzina
W 1926 ożenił się z Zofią Grabowską (tancerką) i miał z nią córkę Jolantę, która urodziła się w 1929.

## Dzieła
Wybrane realizacje wraz z datami premier:
- Aleksandr Borodin: Tańce połowieckie (10 marca 1925),
- Chopiniana (30 maja 1925),
- Nikołaj Rimski-Korsakow: Szeherezada (3 marca 1928),
- Feliks Nowowiejski: Wesele na wsi (1 grudnia 1928),
- Ludomir Różycki: Pan Twardowski (11 września 1929),
- Feliks Nowowiejski: Tatry (27 grudnia 1929),
- Igor Strawiński: Ognisty ptak (9 kwietnia 1938),
- Karol Szymanowski: Harnasie (9 kwietnia 1938),
- Witold Maliszewski: Syrena (8 października 1938)
- Roman Palester: Pieśń o ziemi (sezon 1948/1949)[1].